# Karel Josef Hiernle

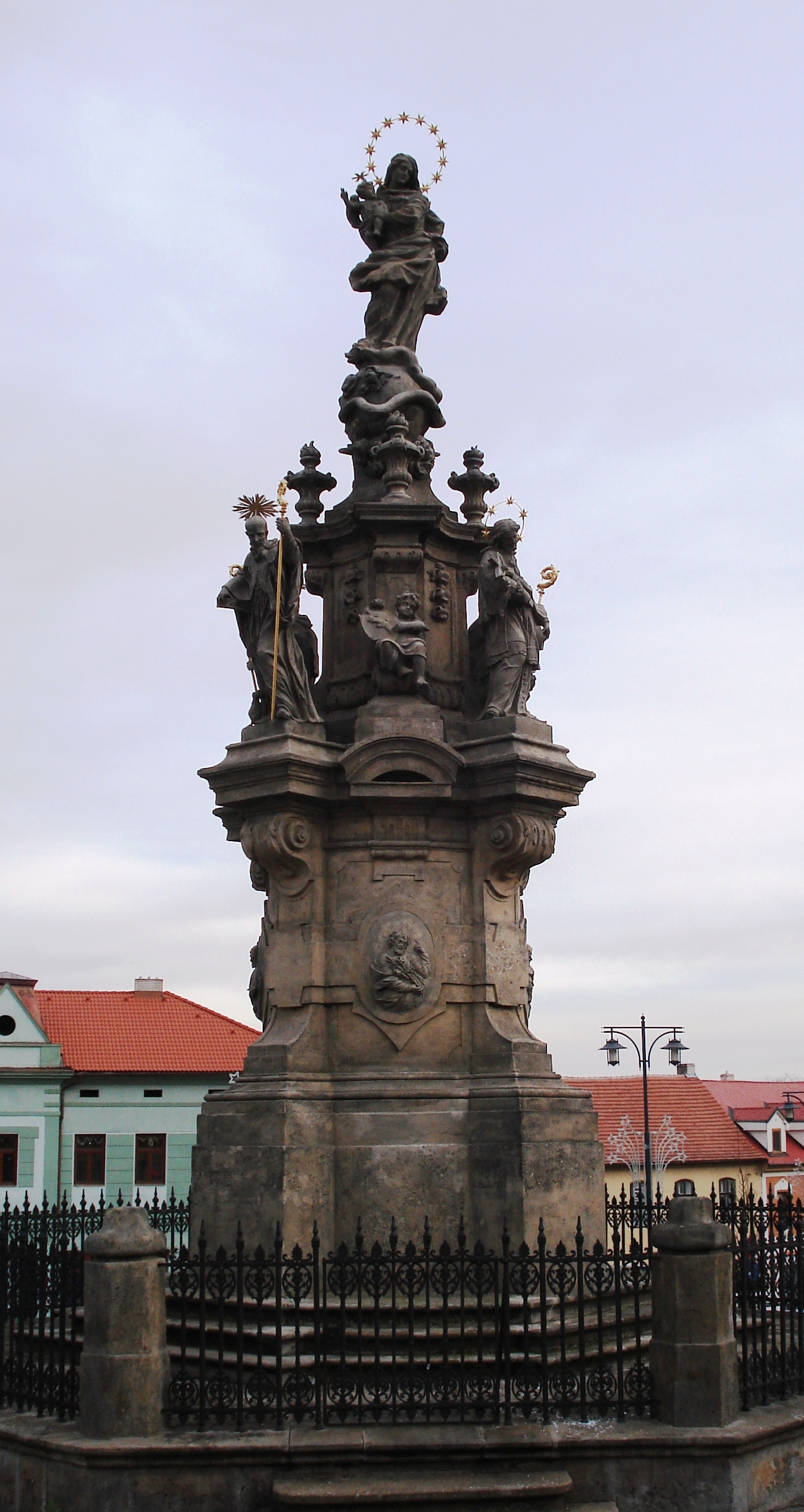
K. J. Hiernle, Mariánský sloup v Kladně

Karel Josef Hiernle, také Carl Joseph Hiernle (asi 1693 Praha – 7. února 1748 Praha) byl český sochař a řezbář vrcholného baroka až rokoka, pokračovatel jihoněmecké sochařské rodiny a zakladatel její české větve.

## Život
Narodil se asi roku 1693 v Praze jako syn sochaře Johanna Hiernleho. Otec pravděpodobně pocházel z rodiny sochařů a řezbářů usedlých v bavorském Landshutu a v Mohuči. Matka Anna Magdaléna byla českého původu. Vyučení se mu dostalo v zavedených pražských dílnách sochařů Ferdinanda Maxmiliána Brokoffa a Matěje Václava Jäckela. Pracoval hlavně pro řádové stavby české provincie benediktinů a pro jezuity. Významným zadavatelem jeho zakázek byl břevnovsko-broumovský opat Otmar Daniel Zinke, který ho pověřil sochařskou výzdobou klášterů v polském Lehnickém Poli a Broumově. Za Zinkeho nástupce Benna Löbela pokračovaly práce na území Břevnovského kláštera, a dále na benediktinském panství v Kladně i v proboštství v Hrdlech. Často zdobil chrámové stavby, které projektoval Kilián Ignác Dientzenhofer. 
S manželkou Annou Marií Cecílií měl tři děti., syn František Ondřej Hiernle působil jako sochař na Moravě.

## Dílo

### Čechy
- Žebrák – Oratorium sv. Jana Nepomuckého (1727), původně na Koňském trhu v Praze, později deponované v lapidáriu zámku Mnichovo Hradiště, dnes navráceno do Žebráku k závěru kostela sv. Vavřince
- Broumov, benediktinský klášter
  - sochařská výzdoba balustrády nádvoří (po 1730)
  - kostel sv. Vojtěcha – dvě dvojice soch světic v prvních dvou jižních kaplích (kolem 1730), řezbářská výzdoba opatského trůnu (1735) a relikviářů sv. Klimenta a sv. Vincence (po 1740)
- Praha, Břevnovský klášter
  - kostel sv. Markéty – socha Immaculaty (mezi 1730–1740), řezbářská výzdoba severní oratoře (1741), řezbářská výzdoba tabernáklů bočních oltářů (1747)
  - sousoší sv. Benedikta mezi anděly a dvojice erbů na vnitřní vstupní bráně (1739–1740), k sousoší se dochovalo modeletto (1739) ve sbírkách UMPRUM
  - řezbářská výzdoba lektoria zimního refektáře (1739)
  - řezbářská výzdoba nástavců skříní knihovních sálů (1739)
  - řezbářská výzdoba oltáře a lavic v kapitulní síni (1745)
  - soška Immaculaty včetně skříňky (kol. 1740)
  - socha sv. Jana Nepomuckého (1743–1745), původně součást sousoší umístěného mimo areál kláštera
  - socha sv. Prokopa na hřbitově (1743), pochází z kaple bl. Vintíře a sv. Prokopa v Týnci
- Praha, Klementinum
  - sochy archanděla Michaela s ďáblem, archanděla Rafaela s rybou, sv. Aloise z Gonzagy a sv. Stanislava Kostky na podestě schodiště mezi prvním a druhým patrem západního traktu (Canisium)[2]
  - Zrcadlová kaple: socha sv. Josefa v nice pod kruchtou, nesenou dvěma anděly, busty Panny Marie a Krista na oltářní stěně.[3]
- Národní galerie v Praze:
  - Oratorium sv. Jana Nepomuckého ze zahrady usedlosti Liborka (kol. 1735), soška sv. Anny Samotřetí (kol. 1740)
- Kladno
  - Mariánský sloup (1740–1741), k dílu se dochovalo modeletto (1739) v majetku břevnovského kláštera
  - benediktinská rezidence – řezbářská výzdoba oltáře v kapli sv. Vavřince (1741)
  - kostel Nanebevzetí Pany Marie – řezbářská výzdoba bočních oltářů (1741–1742), po demolici starého kostela roku 1897 byly sochy převedeny do sbírek městského muzea
- Žižice – sousoší sv. Prokopa (1741), ze sousoší zachována pouze dvojice andílků uložené v muzeu ve Slaném a erb, který byl v roce 2018 vrácen do Žižic na kamenný podstavec
- Hrdly – sousoší sv. Benedikta (1744–1745),[4] břevnovsko-broumovský erb na bráně hospodářského statku (1747)

### Polsko
- Lehnické Pole, kostel sv. Kříže a sv. Hedviky – sochařská výzdoba průčelí, řezbářská výzdoba hlavního a bočních oltářů a hudební kruchty, sochy při pilířích, sochařská výzdoba dvou portálů proboštství (1727–1731)

### Nezachovaná díla
- Praha, Černínský palác – dvojice puttů pro krb (1722)
- Praha, kostel sv. Tomáše – doplnění soch sv. Tomáše kacířem a sv. Jana Nepomuckého puttem (1727)
- Praha, Břevnovský klášter – sochařská výzdoba (vázy) vnější vstupní brány, krucifix a dva obrazové rámy pro opatství (1739)
- Sloupno, benediktinská rezidence – oltář v kapli (1744)
- Broumov, kostel sv. Petra a Pavla – hlavní oltář (1748)

## Galerie

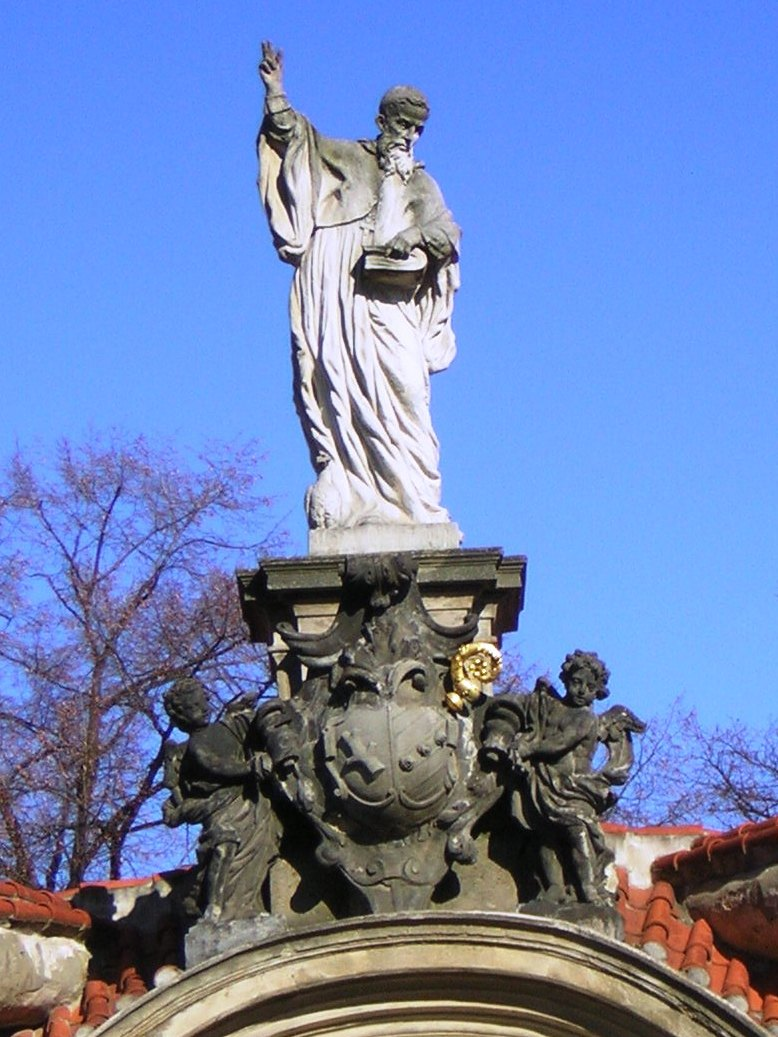
Socha sv. Benedikta nad vstupní branou Břevnovského kláštera
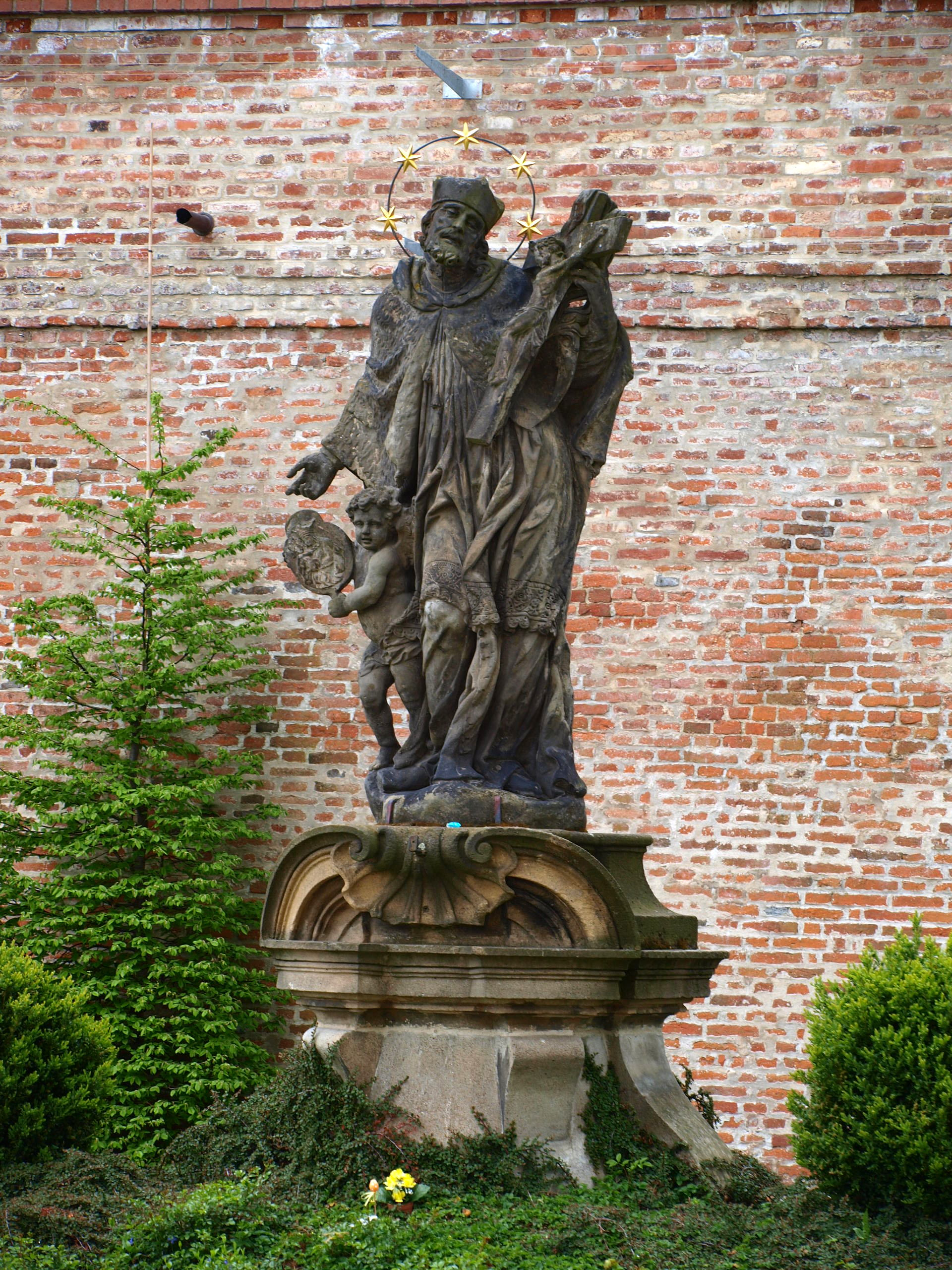
Socha sv. Jana Nepomuckého s andělem, nádvoří u vstupu do kostela sv. Markéty
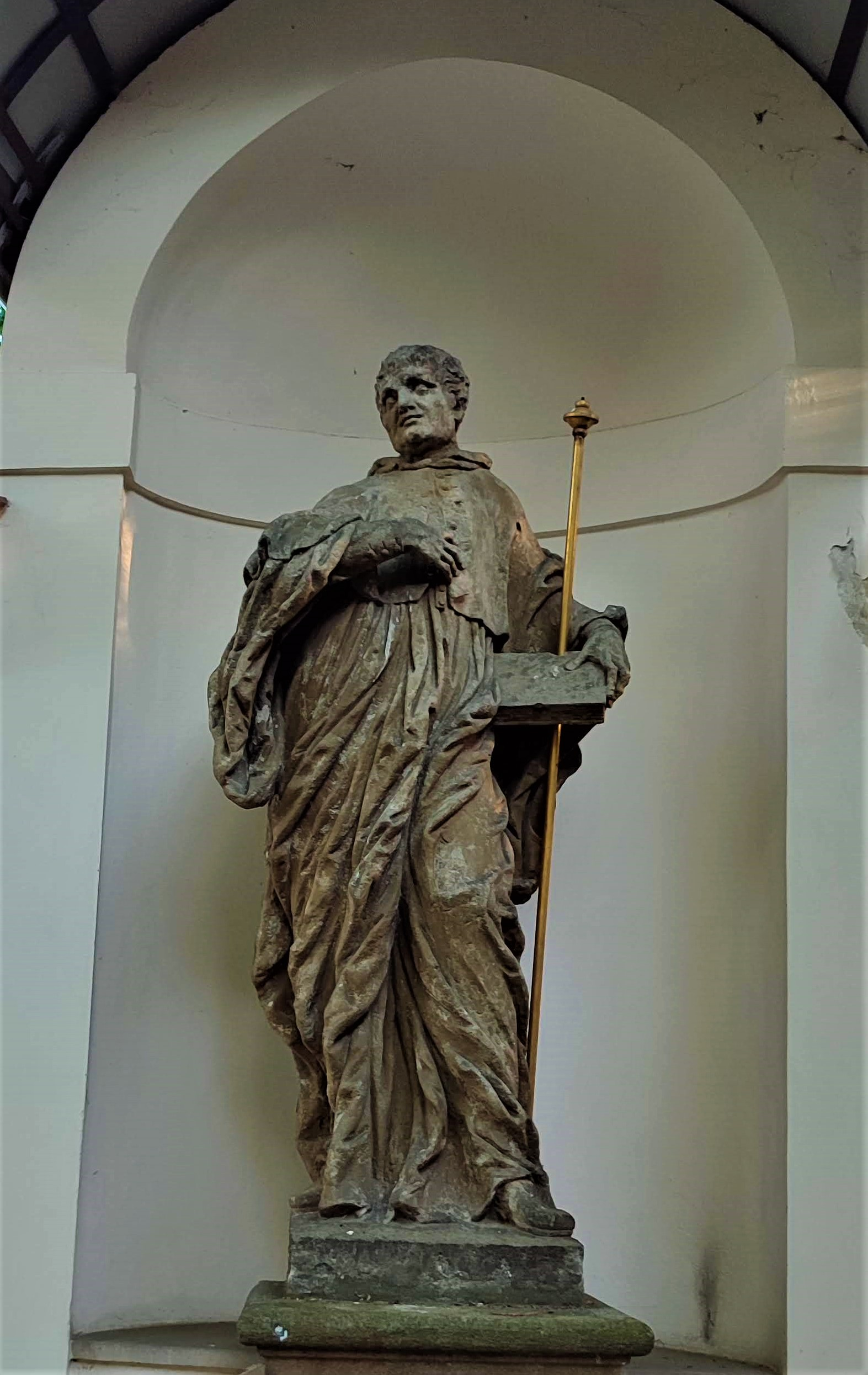
Socha sv. Prokopa, Břevnovský hřbitov
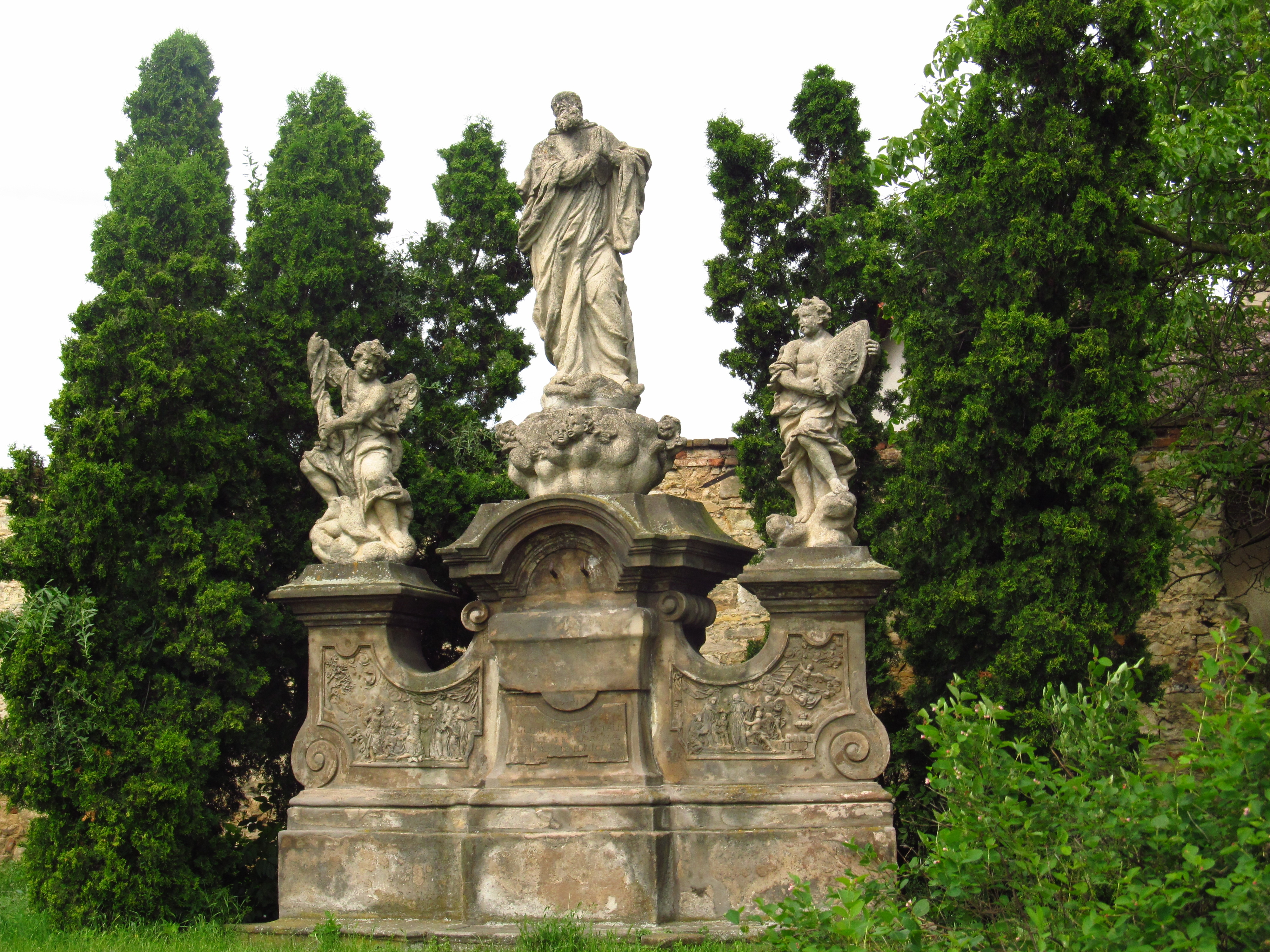
Sousoší sv. Benedikta, Bohušovice nad Ohří, místní část Hrdly